# Jozef Banáš
Jozef Banáš (prononciation slovaque : [ˈjɔzɛf ˈbanaːʃ]), né le 27 septembre 1948 à Bratislava, est un écrivain, politicien et diplomate slovaque.

## Œuvres
- 1978 – Nebráňme vtákom lietať, mise en scène pour la télévision, scénario
- 1979 – Čisté vody, mise en scène pour la télévision
- 1982 – Mimoriadny rýchlik, mise en scène pour la télévision, scénario
- 1983 – Kirchhoffov zákon, mise en scène pour la télévision, scénario
- 1985 – Začiatok sezóny, scénario de film
- 1990 – Tréning na štátnika, pièce de théâtre comique
- 1996 – No Comment, pièce de théâtre comique
- 2001 – Lepší ako včera, recueil de nouvelles
- 2006 – Politicum tremens (co-auteur Bohumil Hanzel), livre humoristique sur le Conseil national de la République slovaque
- 2007 – Idioti v politike, livre humoristique sur la politique
- 2007 – Delírium P., pièce de théâtre comique
- 2008 – Zóna nadšenia (Le temps de l’enthousiasme, publié en France en 2024 aux éditions le Lys Bleu sous le parrainage de Pierre Lellouche), thriller politique
- 2009 – Zastavte Dubčeka!, roman
- 2010 – Deň do večnosti, recueil de poèmes
- 2010 – Kód 9, roman
- 2011 – Sezóna potkanov, roman
- 2013 – Kód 1, roman
- 2015 – Dementi, roman sur les lecteurs de Jozef Banáš

## Carrière politique
- 1976 – entrée au Parti communiste tchécoslovaque (KSČ).
- 2001–2002 – Alliance du nouveau citoyen (ANO), secrétaire général.
- 2002–2006 – député au Conseil national élu aux élections législatives de 2002 pour l’ANO. Il a été vice-président de la commission pour l’intégration européenne, membre du conseil pour la défense et la sécurité, membre de la délégation permanente du Conseil national slovaque à l’Assemblée parlementaire du Conseil de l'Europe, membre de la commission étrangère du Conseil national et dirigeant de la délégation permanente du Conseil national slovaque à l’Assemblée parlementaire de l'OTAN.
- 13 février 2004 – après avoir échoué à devenir tête de liste de l’ANO aux élections européennes, il annonce qu’il de l’ANO et sera député indépendant au Conseil national.
- 1er juin 2004 – il entre au club des députés du SDKÚ.
- 17 août 2004 – il entre au SDKÚ.
- 11 novembre 2004 – il est le premier Slovaque élu à Venise en tant que vice-président de l’Assemblée parlementaire de l'OTAN.

## Vie privée
Jozef Banáš a deux filles, dont la présentatrice Adela Vinczeová.